# Saint-Jean-Pied-de-Port
Saint-Jean-Pied-de-Port là một xã trong tỉnh Pyrénées-Atlantiques, thuộc vùng Nouvelle-Aquitaine của nước Pháp, có dân số là 1.417 người (thời điểm 1999). Xã nằm ngay cạnh biên giới với Tây Ban Nha.

## Nhân khẩu học
| 1936 | 1954 | 1962 | 1968 | 1975 | 1982 | 1990 | 1999 |
| ---- | ---- | ---- | ---- | ---- | ---- | ---- | ---- |
| 1541 | 1537 | 1612 | 1686 | 1729 | 1563 | 1432 | 1417 |